# Le Maître de la taïga
Pour plus de détails, voir Fiche technique et Distribution.
Le Maître de la taïga (en russe : Хозяин тайги, Khoziaïn taïgui) est un film soviétique réalisé par Vladimir Nazarov (ru) en 1968, l'adaptation de la nouvelle Le Pouvoir de la taïga de Boris Mojaïev qui signe également le scénario. L'histoire se déroule dans un coin retiré de la taïga où le lieutenant de milice soviétique Vassili Seriojkine mène une enquête pour vol. Le personnage de Seriojkine apparait ensuite dans Disparition de témoin (ru) (1971) et Enquête préliminaire (ru) (1978), tous deux réalisés à la demande des spectateurs.

## Synopsis
Dans un village en Sibérie où habitent les flotteurs quelqu'un cambriole l'unique épicerie. La milice arrête Nikolaï Ipatov, l'un des flotteurs, mais le lieutenant Seriojkine soupçonne le brigadier Ivan Riaboï d'être l'auteur des faits. 

## Fiche technique
- Titre : Le Maître de la taïga.
- Réalisation : Vladimir Nazarov (ru)
- Scénario : Boris Mojaïev
- Photographie : Vladimir Nikolaïev (ru)
- Directeur(s) artistique(s) : Semion Ouchakov, Irina Schreter
- Musique : Leonid Afanassiev (ru)
- Son : Evgueni Fedorov
- Caméra : Alexandre Dvigoubski
- Montage : Elena Mikhaïlova
- Orchestre : Orchestre symphonique d'État de l'URSS pour l'art cinématographique
- Chef d'orchestre : Mark Ermler
- Producteur exécutif : Alekseï Stefanovski
- Production : Mosfilm
- Pays d'origine : URSS
- Sortie : 1968
- Format : noir et blanc
- Genre : policier
- Durée : 83 minutes

## Distribution
- Valery Zolotoukhine : Vassili Seriojkine, l'enquêteur
- Vladimir Vyssotski : Ivan Riaboï, chef d'équipe des flotteurs
- Lionella Pyrieva (ru) : Niourka, la cuisinière
- Mikhaïl Kokchenov : Nikolaï Ipatov, flotteur
- Leonid Kmit : Loubnikov, palefrenier
- Édouard Bredoune (ru) : Guenia Varlachkine, flotteur
- Ivan Kossykh (ru) : flotteur
- Alla Mechtcheriakova (ru) : Tania, femme de Seriojkine
- Piotr Savine (ru) : directeur du conseil du village
- Pavel Springfeld (ru) : Stepane, alcoolique
- Ekaterina Mazourova (ru) : Semionovna, grand-mère de Noskov
- Dmitri Massanov : Nikolaï Noskov, directeur du magasin
- Vladimir Lipparte : Fomkine, flotteur
- Vladimir Roudy : Anton, flotteur